# 石川テレビ杯
石川テレビ杯（いしかわテレビはい）は、金沢競馬場で施行される地方競馬の重賞競走（平地競走）である。石川テレビ放送が優勝杯を提供している。

## 概要
前身はアングロアラブ系3歳（旧4歳）以上のダート2000mの北陸所属のA級格付け馬限定の重賞競走「石川テレビ杯」。2004年にアングロアラブ系の入厩頭数が減少した事を機に2004年を以って同競走は廃止され、2005年に金沢競馬場のダート1500mのサラブレッド系2歳牝馬の北陸・東海・近畿地区交流の重賞競走「石川テレビ杯 プリンセスカップ」として新たに創設され、創設当初は10月に開催。2006年では施行時期を11月に変更し、更に北陸・東海・近畿・中国地区交流競走として開催、福山所属の競走馬が出走可能となる。
2007年度（2008年）からは施行時期を1月に変更し、出走資格はサラブレッド系3歳牝馬の金沢所属の競走馬のみと生まれ変わり、金沢競馬場の年初めの重賞競走及び年度内最終の重賞競走として定着していた。
2010年では降雪による影響で第5競走以降の開催が中止となった。2011年度では当競走が1月5日、11月15日と2回施行となり（地方競馬は会計年度が4月から翌年3月までのため）、第6回以降の施行時期を11月に変更され、12月に開催される重賞競走「ヤングチャンピオン」への前哨戦として位置付けられた。2012年から「石川テレビ杯 金沢プリンセスカップ」に変更、かつ「JRA認定競走」に指定され、本競走を制した競走馬はJRA認定馬となり、日本中央競馬会（JRA）が施行する特別指定交流競走に出走可能となる。2013年にHITスタリオンシリーズ競走に指定された。
距離は2015年までは1500mで、2016年に1400mに変更された。
2023年の開催よりレース名を「石川テレビ杯」に改称され、牡馬・せん馬も出走が可能になるとともに、ネクストスター金沢のトライアル競走に指定されることになった。
負担重量は2005年 ‐ 2009年、2012年 ‐ 2014年、2017年 ‐ 2019年が馬齢、2010年（中止） ‐ 2011年（2回）、2015年 ‐ 2016年、2020年 ‐ 2022年が別定、2023年からは定量で行われている。

### 条件・賞金等（2024年）
条件
サラブレッド系2歳・金沢競馬所属馬
負担重量
定量。55kg、牝馬1kg減で番組編成要綱2（8）カの加増を適用
賞金等
賞金額は、1着300万円、2着96万円、3着48万円、4着36万円、5着30万円、着外6万円。
HITスタリオンシリーズに指定されており、インティの配合権利が優勝馬馬主への副賞となっている。
優先出走権付与
3着以上の馬にネクストスター金沢の優先出走権が付与される。

## 歴史
- 2005年 - 金沢競馬場のダート1500mのサラブレッド系2歳牝馬限定の馬齢重量の北陸・東海・近畿地区交流の重賞競走「石川テレビ杯 プリンセスカップ」として創設。
- 2006年 - この年のみ、北陸・東海・近畿・中国地区交流競走と開催、出走資格を「サラブレッド系2歳牝馬の北陸・東海・近畿・中国所属馬」に変更。
- 2007年 - 施行時期変更準備の為、休止。
- 2008年 - 施行時期を11月から1月に変更され、更に東海・近畿・中国所属の牝馬が出走不可となる。それらに伴い、出走資格も「サラブレッド系2歳牝馬の北陸・東海・近畿・中国所属馬」から「サラブレッド系3歳牝馬の北陸所属馬」に変更。
- 2010年
  - 負担重量を「馬齢」から「別定」に変更。
  - 降雪の影響で開催中止。
- 2011年 - 第6回以降の施行時期を11月に変更。それに伴い、出走資格も「サラブレッド系3歳牝馬の北陸所属馬」から「サラブレッド系2歳牝馬の北陸所属馬」に変更。
- 2012年
  - 名称を「石川テレビ杯 金沢プリンセスカップ」に変更。
  - JRA認定競走に指定。
  - 負担重量を「別定」から「定量」に変更。
- 2013年 - HITスタリオンシリーズ競走に指定。
- 2015年 - 負担重量を「別定」に変更。
- 2016年 - 施行距離を1400mに変更。
- 2017年 - 負担重量を「定量」に変更。
- 2023年 - 名称を「石川テレビ杯」に変更。それに伴い、出走資格も「サラブレッド系2歳牝馬の北陸所属馬」から「サラブレッド系2歳の北陸所属馬」に変更。

## 歴代優勝馬
すべて金沢競馬場ダートコースで施行。距離は第1-第10回が1500m、第11回以降は1400m。所属は全て第19回現在金沢が制している。性齢は全て牝馬（但し第3回から第5回までは3歳でそれ以外は2歳である）が制している。
| 回数   | 施行日         | 優勝馬             | タイム | 優勝騎手 | 管理調教師 | 馬主                     |
| ------ | -------------- | ------------------ | ------ | -------- | ---------- | ------------------------ |
| 第1回  | 2005年10月25日 | センパツトモ       | 1:37.7 | 堀場裕充 | 中川一雄   | 橋本博子                 |
| 第2回  | 2006年11月7日  | ブラックムーン     | 1:38.8 | 鬼束亮   | 平床良博   | 中村好太郎               |
| 第3回  | 2008年1月4日   | ティアミホ         | 1:38.9 | 沖静男   | 金田一昌   | 草野光夫                 |
| 第4回  | 2009年1月4日   | サンクスチケット   | 1:39.6 | 平瀬城久 | 黒木豊     | 関昭一                   |
| 第5回  | 2011年1月5日   | ヒャクマンゴク     | 1:38.1 | 畑中信司 | 金田一昌   | 坂本順子                 |
| 第6回  | 2011年11月15日 | ジュウワンブライト | 1:37.7 | 吉原寛人 | 宗綱泰彦   | 斉藤重一                 |
| 第7回  | 2012年11月25日 | ガッツオブトップ   | 1:38.3 | 松戸政也 | 岩切敏男   | 谷岡正次                 |
| 第8回  | 2013年11月17日 | フリオグレイスー   | 1:37.8 | 吉原寛人 | 中川一男   | （有）新生ファーム       |
| 第9回  | 2014年10月5日  | エムティサラ       | 1:37.9 | 青柳正義 | 鈴木正也   | （株）ファーストビジョン |
| 第10回 | 2015年10月4日  | グランスーリール   | 1:38.1 | 畑中信司 | 金田一昌   | 蜂須賀重夫               |
| 第11回 | 2016年9月18日  | ヴィーナスアロー   | 1:32.6 | 田知弘久 | 金田一昌   | 村山忠弘                 |
| 第12回 | 2017年10月1日  | シオジスター       | 1:32.3 | 米倉知   | 金田一昌   | （有）グリーンヒル企画   |
| 第13回 | 2018年10月7日  | ハクサンフラワー   | 1:30.8 | 吉原寛人 | 加藤和義   | 河崎五市                 |
| 第14回 | 2019年9月29日  | ハイタッチガール   | 1:31.7 | 青柳正義 | 中川雅之   | （有）新生ファーム       |
| 第15回 | 2020年9月27日  | サブノタマヒメ     | 1:30.3 | 畑中信司 | 金田一昌   | 中川三郎                 |
| 第16回 | 2021年9月23日  | エムティアンジェ   | 1:28.3 | 栗原大河 | 佐藤茂     | 田中竜雄                 |
| 第17回 | 2022年9月19日  | ショウガタップリ   | 1:29.9 | 沖静男   | 高橋俊之   | 芳賀克也                 |
| 第18回 | 2023年8月29日  | ダヴァンティ       | 1:29.4 | 栗原大河 | 佐藤茂     | 清宮義男                 |
| 第19回 | 2024年8月27日  | ビバロジータ       | 1:29.8 | 吉原寛人 | 加藤和義   | 会田裕一                 |

### 各回競走結果の出典
- 金沢プリンセスカップ　歴代優勝馬 - 地方競馬全国協会
- JBISサーチ
  - 2005年、2006年、2008年、2009年、2011年、2011年、2012年、2013年、2014年、2015年、2016年、2017年、2018年、2019年、2020年、2021年、2022年、2023年、2024年